# Regulación económica
La regulación económica es la aplicación de la ley por parte del gobierno o de agencias u organismos reguladores para diversos fines relacionados con la economía, incluida la corrección de las deficiencias del mercado y la gestión económica. 

## Regulación
La regulación son aquellas reglas o normas que emite el Estado, y a través de ellas, se protegen aspectos sociales, políticos, económicos, y en general temas de interés público. Tienen diversos objetivos, como generar certeza jurídica, evitar daños al bienestar social, protección del medio ambiente, y garantizar el funcionamiento eficiente de los mercados.
Los tres tipos principales de regulación son: 
- Regulación social. Enfocada en el bienestar de los individuos así como del medio ambiente (por ejemplo, regulaciones de protección a los consumidores).[1]
- Regulación administrativa. Busca organizar el funcionamiento de la administración pública para proveer de forma eficiente bienes y servicios públicos.[1]
- Regulación económica. Refiere a las disposiciones mediante las cuales se busca regular el mercado, dictando las especificaciones que garanticen a las empresas ambientes de competencia económica.[1]

### Regulación Económica
Específicamente, la regulación económica es la intervención del Estado en el mercado para regular y modificar conductas económicas oportunistas por parte de las empresas para evitar fallas de mercado, como externalidades negativas o conductas monopolísticas, de tal forma que se beneficie a los consumidores y se fomente el correcto funcionamiento y desarrollo de las empresas. El objetivo principal de la regulación es maximizar el beneficio o bienestar social, entendido en economía como la suma del excedente del consumidor y del productor. 
Dentro de este tipo de regulación se encuentra la regulación de mercado (o regulación de monopolio), que se puede categorizar en:
- regulación ex-ante: regulación de carácter preventivo. Establece obligaciones que las empresas deben cumplir, como fijación de precios (price cap). En este tipo de regulación se asume la existencia de un monopolio natural y de conductas malintencionadas que establecen barreras de entrada a empresas competidoras.[4]
- regulación ex-post: regulación de carácter correctivo. Se deja actuar al mercado y el Estado sólo interviene cuando se violen las leyes de competencia (o leyes antitrust). Parte del supuesto que las empresas actúan de buena fe.[4]

### Regulación vs. Desregulación
Es importante entender que la desregulación no necesariamente indica la ausencia de regulación. En realidad, se refiere a dejar que el mercado actúe de forma más libre e independiente con el fin de promover movimientos naturales de la oferta y la demanda, limitando la actividad del Estado en casos donde se produzcan fallas de mercado o conductas como las mencionadas anteriormente (regulación ex-post). 
Diversos países han optado por esta estrategia, "en donde no todo se regula y no siempre, sino que se hace un análisis caso por caso y a partir de ello se determina qué, cuándo y cómo se someterán a regulación". Usualmente, las agencias de competencia económica están enfocadas específicamente en este tipo de regulación. 

## Regulación económica en México
En el caso de México, hay diversas agencias y organismos que se encargan de supervisar a los agentes económicos y aplicar regulaciones, ya sea económica o de índole más general.
- Comisión Federal de Mejora Regulatoria (COFEMER): agencia gubernamental encargada de impulsar la política de mejora en el país, revisando el marco regulatorio nacional y elaborando propuestas legislativas y administrativas para mejorar la regulación en actividades económicas y/o sectores específicos. [1]
- Comisión Federal de Competencia Económica (COFECE): fue un órgano constitucional autónomo que se encargaba de vigilar, investigar y sancionar conductas anticompetitivas de las empresas, así como revisar que las concentraciones entre empresas no incrementaran su poder de mercado de forma indebida, promoviendo siempre que las regulaciones y los comportamientos de las empresas fueran pro-competitivos. Se guían bajo el marco de la Ley Federal de Competencia.[6]Sin embargo, tras la reforma para desaparecer los organismos autónomos aprobada en noviembre de 2024, varios organismos autónomos, incluida la COFECE, serán abolidos. Se espera que la Secretaría de Economía absorba las actividades de la COFECE, manteniendo la esperanza para la política de competencia en México.[7]
- Organismos reguladores: estos organismos se encargan de crear reglas de funcionamiento de los mercados y vigilar las operaciones de sus participantes, así como de verificar el cumplimiento de estas reglas y aplicar sanciones cuando ocurra lo contrario. Cada órgano se enfoca en un sector o actividad específica y distinta. Algunos ejemplos son la Comisión Nacional Bancaria y de Valores, la Comisión Nacional de Seguros y Fianzas, la Comisión Federal para la Protección contra Riesgos Sanitarios, entre otros. [6]

## Métricas de regulación
Organismos internacionales como el Banco Mundial han podido identificar los costos que genera la falta de regulación en ciertos sectores, y cómo estos se reflejan en su producto nacional bruto (PNB). 
El Banco Mundial, a través de su proyecto Indicadores de Gobernanza Global (o WGI por sus siglas en inglés) ha identificado que las regulaciones tienen un significante impacto en la calidad de la gobernanza en los países. La calidad de la regulación de un país es definida como "la capacidad del gobierno para formular y aplicar políticas y reglamentaciones adecuadas que permitan y promuevan el desarrollo del sector privado", y es una de las seis dimensiones de la gobernanza que los indicadores mundiales de la gobernanza miden para más de 200 países.